# G4

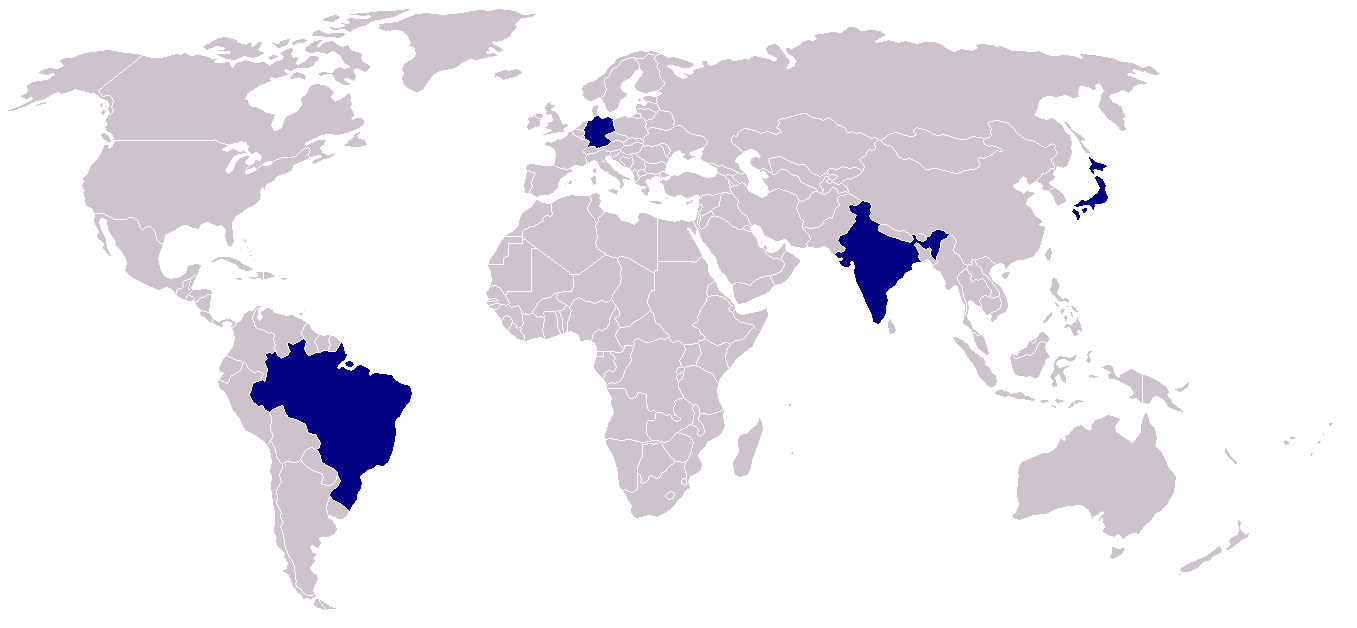
Země G4

G4 je aliance čtyř zemí – Brazílie, Německa, Indie a Japonska, které navzájem podporují své záměry získat stálá místa v Radě bezpečnosti OSN.
Na rozdíl od skupiny G7, kde je společným jmenovatelem ekonomika a dlouhodobé politické motivy, jsou hlavním cílem G4 stálá členská místa v Radě bezpečnosti. Dále země G4 usilují o komplexní rozšíření Rady bezpečnosti OSN z 15 na 25 členů, včetně 6 nových stálých míst. Plán skupiny čtyř vidí dvě stálá místa pro Afriku a čtyři další pro nestálé členy – po jednom pro Asii, Afriku, Latinskou Ameriku a Východní Evropu.